# Жизнь во Вселенной
В настоящее время достоверно известно только о существовании жизни на Земле, однако нет научных оснований считать, что земная жизнь уникальна и больше нигде во Вселенной жизни не существует (внеземная жизнь). В ряде случаев жизнь трактуется максимально широко — как активная форма существования материи, в некотором смысле высшая по сравнению с её физической и химической формами существования. В рамках этого подхода нет требования, чтобы жизнь была похожа на земную, и существует целый ряд гипотез, согласно которым жизнь может принимать и другие формы. Однако, основной подход, использующейся в астробиологии при построении стратегий поиска, состоит из двух этапов:

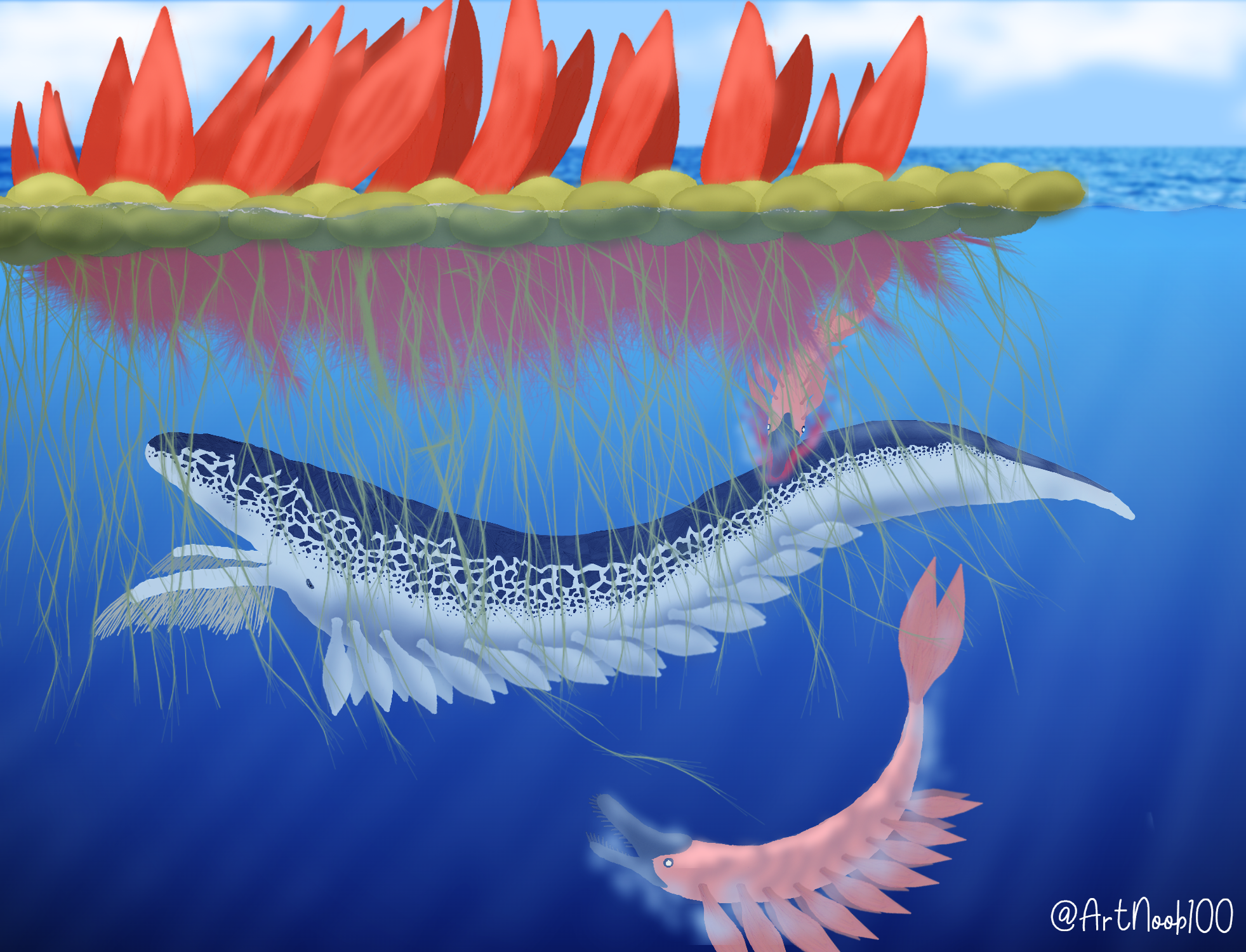
В представлении художника

1. Изучение возникновения жизни на Земле. Выработка основных положений. В роли скелета выступают[3]:
  - Данные о геологической жизни планеты, в частности вулканизме, тектонике и магнитном поле.
  - Данные об истории климата и наше понимание механизмов, регулирующих его.
  - Основные представления об устройстве жизни, в частности о ДНК, клетках и границ выживания живых организмов
  - Данные о происхождении живых организмов и их эволюции.
2. Согласование основных положений с астрономическими наблюдениями и теориями и целенаправленный поиск. Включает в себя:
  - Поиск жизнепригодных экзопланет
  - Построение теорий формирований, включающие в рассмотрение сложные молекулярные образования, из которых впоследствии могла зародиться жизнь.
  - Изучение Солнечной Системы и соотнесение полученных данных с данными об экстрасолнечных системах.

Среди учёных-биологов встречаются две крайние точки зрения. Одной придерживался цитолог Кристиан ле Дюв, утверждавший, что жизнь является «космическим императивом», то есть неизбежно возникает в любом месте, где позволяют физические условия. Противоположная точка зрения, которой придерживался молекулярный биолог Фрэнсис Крик, один из открывателей структуры ДНК, говорит, что возникновение жизни это очень маловероятное событие, а жизнь на Земле существует потому, что во Вселенной есть множество планет, где могли быть «поставлены» подобные естественные «эксперименты». Наука пока не выяснила, какая точка зрения верна и насколько вероятно стечение обстоятельств, которое привело к появлению жизни, но существенно продвинулась в этом направлении и показала, что для возникновения жизни не требуется сверхъестественных сил.
Отдельным вопросом является поиск внеземных цивилизаций. В построении стратегии исследований важная роль принадлежит уравнению Дрейка, в дополнении с типами цивилизаций по Кардашеву.

## Изучение жизни на Земле

### Общие свойства живых организмов
На текущий момент нет единого мнения касательно понятия жизни, существует большое количество определений понятия в зависимости от подхода, однако учёные в целом признают, что биологическое проявление жизни характеризуется: организацией, метаболизмом, ростом, адаптацией, реакцией на раздражители и воспроизводством.
Основной структурной и функциональной единицей почти всех организмов является клетка. Неклеточными организмами являются вирусы, являющиеся промежуточным звеном между живой и неживой природой. По сравнению с клеткой они имеют очень простое строение — состоят лишь из нуклеиновой кислоты (РНК или ДНК) и белковой оболочки. Кроме того, вирусы могут осуществлять свои жизненные процессы только внутри клетки, вне её они являются объектом неживой природы.
Клетки имеют сходный химический состав, его главная особенность — высокое содержание воды и наличие органических веществ. Из неорганических веществ клетка содержит, помимо воды, углекислый газ, минеральные соли, основания и кислоты. Среди органических веществ, образующих клетку, различают белки, углеводы, липиды и нуклеиновые кислоты.

### Возникновение жизни
В разное время выдвигались разные гипотезы возникновения жизни, на данный момент общепризнанной является гипотеза биохимической эволюции. Согласно ей, в процессе биохимической эволюции все органические вещества возникли из неорганических под влиянием внешних энергетических и селекционных факторов и в силу развертывания процессов самоорганизации, свойственных всем относительно сложным системам, которыми бесспорно являются все углеродсодержащие молекулы.
Считается, что первыми возникли простые органические вещества (спирты, кислоты, гетероциклические соединения: пурины, пиримидины и пиррол), затем происходил синтез более сложных веществ — моносахаридов, нуклеотидов, аминокислот, жирных кислот, которые, в свою очередь, стали частью более сложных биополимеров: полисахаридов, нуклеиновых кислот, белков.
К XXI веку теория Опарина—Холдейна, предполагающая, что возникновению первых организмов предшествовало изначальное возникновение белков, практически уступила место более современной. Толчком к её разработке послужило открытие рибозимов — молекул РНК, обладающих ферментативной активностью и поэтому способных соединять в себе функции, которые в настоящих клетках в основном выполняют по отдельности белки и ДНК, то есть катализирование биохимических реакций и хранение наследственной информации. Таким образом, предполагается, что первые живые существа были РНК-организмами без белков и ДНК, а прообразом их мог стать автокаталитический цикл, образованный теми самыми рибозимами, способными катализировать синтез своих собственных копий.
Всё, что известно о химизме вещества, позволяет ограничить проблему химической эволюции рамками так называемого «водно-углеродного шовинизма», постулирующего, что жизнь в нашей Вселенной представлена в единственно возможном варианте: в качестве «способа существования белковых тел», осуществимого благодаря уникальному сочетанию полимеризационных свойств углерода и деполяризующих свойств жидко-фазной водной среды, как совместно необходимых и/или достаточных(?) условий для возникновения и развития всех известных нам форм жизни. При этом подразумевается, что, по крайней мере, в пределах одной сформировавшейся биосферы может существовать только один, общий для всех живых существ данной биоты код наследственности, но пока остаётся открытым вопрос, существуют ли иные биосферы вне Земли и возможны ли иные варианты генетического аппарата.
Также неизвестно, когда и где началась химическая эволюция. Возможны любые сроки по окончании второго цикла звёздообразования, наступившего после конденсации продуктов взрывов первичных сверхновых звезд, поставляющих в межзвездное пространство тяжелые элементы (с атомной массой более 26). Второе поколение звёзд, уже с планетными системами, обогащенными тяжёлыми элементами, которые необходимы для реализации химической эволюции, появилось через 0,5—1,2 млрд лет после Большого взрыва. При выполнении некоторых вполне вероятных условий, для запуска химической эволюции может быть пригодна практически любая среда: глубины океанов, недра планет, их поверхности, протопланетные образования и даже облака межзвёздного газа, что подтверждается повсеместным обнаружением в космосе методами астрофизики многих видов органических веществ — альдегидов, спиртов, сахаров и даже аминокислоты глицина, которые вместе могут служить исходным материалом для химической эволюции, имеющей своим конечным результатом возникновение жизни.

## Жизнь за пределами Земли

### Пригодные для жизни планеты и их поиск
Поскольку существование живых организмов на других планетах, кроме Земли, не доказано, любую планету нельзя уверенно признать пригодной, речь идёт об экстраполяции информации о физико-химических условиях на Земле, а также в Солнечной системе. Эти характеристики (тип звезды, расстояние между Землёй и Солнцем, масса и орбита Земли) способствуют развитию не только одноклеточных организмов, способных существовать в широком диапазоне температур, но и многоклеточных организмов. Исследования в этой области, как теоретические, так и экспериментальные, являются предметом относительно молодой научной дисциплины астробиологии, входящей в состав планетологии.
Абсолютно необходимым условием существования живых организмов является источник энергии, но потенциальная пригодность планет для развития жизни зависит и от сочетания геофизических, геохимических и астрофизических факторов. В программе развития астробиологии НАСА критерии пригодности планет для развития жизни определены как: «Большие участки жидкой водной среды; условия, способствующие синтезу сложных органических веществ; а также наличие источника энергии для поддержания метаболизма».
При определении потенциальной жизнепригодности планеты исследования сосредоточены на основном составе, характеристиках орбиты, атмосферы и возможных химических реакциях. Важнейшими звёздными характеристиками являются: масса и светимость, стабильность и высокая металличность. Скалистые землеподобные планеты и их спутники, потенциально имеющие жизнь, основанную на углероде (однако теоретически она может иметь совсем иной вид и основываться на другом химическом элементе!), являются важнейшим направлением исследований астробиологии, хотя другие теории порой рассматривают альтернативную биохимию и другие типы космических тел.
В конце XX века произошло два прорыва в этой области. Наблюдение и изучение автоматическими межпланетными станциями других планет и спутников солнечной системы, предоставило критически важную информацию для определения критериев жизнепригодности и позволяет провести важные геофизические сравнения между Землёй и другими объектами. Количество внесолнечных планет, впервые, обнаруженных в 1991 году, постоянно растёт, что позволяет получить дополнительную информацию по изучению возможности внеземной жизни. Самое главное, это подтвердило, что Солнце не уникально среди звёзд по наличию планетной системы и расширило горизонт поисков за пределы солнечной системы.

#### Уравнение Дрейка и зона обитания
В 1960 году профессором астрономии и астрофизики калифорнийского университета Santa Cruz Фрэнком Дональдом Дрейком была разработана формула, с помощью которой можно определить число цивилизаций в галактике, с которыми у человечества есть шанс вступить в контакт.
Выглядит формула следующим образом:
где:
- {\displaystyle N} — количество разумных цивилизаций, готовых вступить в контакт;
- {\displaystyle R} — количество звёзд, образующихся в год в нашей галактике;
- {\displaystyle f_{p}} — доля звёзд, обладающих планетами;
- {\displaystyle n_{e}} — среднее количество планет (и спутников) с подходящими условиями для зарождения цивилизации;
- {\displaystyle f_{l}} — вероятность зарождения жизни на планете с подходящими условиями;
- {\displaystyle f_{i}} — вероятность возникновения разумных форм жизни на планете, на которой есть жизнь;
- {\displaystyle f_{c}} — отношение количества планет, разумные жители которых способны к контакту и ищут его, к количеству планет, на которых есть разумная жизнь;
- {\displaystyle L} — время жизни такой цивилизации (то есть время, в течение которого цивилизация существует, способна вступить в контакт и хочет вступить в контакт).

Существуют различные оценки параметров уравнения —- от крайне пессимистичных до самых оптимистичных. Приведём наиболее достоверные на сегодняшний день параметры.
R = скорость возникновения звёзд
Оценена Дрейком как 10/год. Последние результаты NASA и Европейского космического агентства дают величину 7 в год.
fp = доля звёзд с планетарными системами
Оценена Дрейком как 0,5. Согласно последним исследованиям, как минимум 30 % звёзд солнечного типа имеют планеты, а, учитывая то, что обнаруживаются только крупные планеты, эту оценку можно считать заниженной. Инфракрасные исследования пылевых дисков вокруг молодых звёзд предполагают, что 20-60 % звёзд солнечного типа могут сформировать планеты, подобные Земле.
ne = Среднее число пригодных планет или спутников в одной системе
Оценка Дрейка — 2. Марси отмечает, что большинство обнаруженных планет имеют сильно эксцентричные орбиты, либо проходят слишком близко к звезде. Известны, однако, системы, имеющие звезду солнечного типа и планеты с благоприятными орбитами (HD 70642, HD 154345, или Глизе 849). Вероятно наличие у них планет земного типа в пригодной для жизни области, не обнаруженных вследствие малого размера. Также утверждается, что для возникновения жизни не требуется солнцеподобная звезда или планета, похожая на Землю — Глизе 581 d также может быть обитаема. Хотя известно более 350 планетных систем, это даёт лишь {\displaystyle n_{e}>0,005}.
Даже для планеты в обитаемой зоне возникновение жизни может быть невозможно из-за отсутствия некоторых химических элементов. Кроме того, существует гипотеза уникальной Земли, утверждающая, что сочетание всех необходимых факторов крайне маловероятно, и, возможно, Земля — уникальна в этом плане. Тогда ne считается крайне малой величиной.
fl = Вероятность возникновения жизни в подходящих условиях
Оценена Дрейком как 1.
В 2002 г. Чарльз Лайнвивер и Тамара Дэвис оценили fl как > 0.13 для планет с более чем миллиардом лет истории на основе Земной статистики. Лайнвивер также определил, что около 10 % звёзд в галактике пригодны для жизни с точки зрения наличия тяжёлых элементов, удаления от сверхновых и достаточно стабильных по строению.
fi = Вероятность развития до появления разума
Оценена Дрейком как 0,01.
fc = Доля цивилизаций, имеющих возможность и желание установить контакт.
Оценена Дрейком как 0,01.
L = Ожидаемая продолжительность жизни цивилизации, в течение которой она производит попытки установить контакт.
Оценка Дрейка — 10 000 лет.
В статье в Scientific American, Майкл Шеммер оценил L в 420 лет, основываясь на примере шестидесяти исторических цивилизаций. Используя статистику по «современным» цивилизациям, он получил 304 года. Тем не менее, падение цивилизаций, как правило, не сопровождалось полной потерей технологий, что не позволят рассматривать их как отдельные в смысле уравнения Дрейка. При этом, отсутствие способов межзвёздной связи позволяет также объявить этот период нулевым.
Величина L может быть отсчитана от даты создания радиоастрономии в 1938 до сегодняшнего дня. В 2008, таким образом, L не меньше 70 лет. Такая оценка, однако, бессмысленна — 70 лет — это минимум, при отсутствии каких-либо догадок о максимуме. 10 000 лет по-прежнему остаются наиболее популярной величиной.
Итого:
R = 7/год, fp = 0,5, ne = 0,005, fl = 0,13, fi = 0,01, fc = 0,01, и L = 10 000 лет
Получаем:
N = 7 × 0,5 × 0,005 × 0,13 × 0,01 × 0,01 × 10 000 = 0,002275 (нет контактёров)

## SETI. Поиск разумной жизни
Существует три подхода к поискам внеземного разума:
- Искать сигналы внеземных цивилизаций, рассчитывая на то, что собратья по разуму также будут искать контакт (активный SETI). Основных проблем данного подхода три: что искать, как искать и где искать.
- Посылать так называемый «сигнал готовности», рассчитывая на то, что кто-то будет искать этот сигнал (активный SETI). Основные проблемы данного подхода фактически аналогичны проблеме подхода первого, за исключением меньших технических проблем.
- Искать сигналы внеземных цивилизаций, не зависимо от их желания вступать в контакт (пассивный SETI), например, изменения естественных условий вследствие технологического развития. Основная проблема здесь — отличить сигнал цивилизации от естественного излучения самой планеты.

Один подход выражен в финансируемой НАСА программе прослушивания электромагнитных сигналов искусственного происхождения — в предположении, что любая технически развитая цивилизация должна прийти к созданию систем радио-телевизионных или радиолокационных сигналов — таких же, как на Земле. Самые ранние на Земле электромагнитные сигналы могли к настоящему времени распространиться по всем направлениям на расстояние почти 100 световых лет. Попытки выделить чужие сигналы, направленные к Земле, до сего времени остаются безуспешными, но число «проверенных» таким способом звёзд меньше 0,1 % числа звёзд, ещё ожидающих исследования, если существует статистически значимая вероятность обнаружения внеземных цивилизаций.
В 2011 году астрономы Абрахам Лоэб из Гарвардского университета и Эдвин Тёрнер из Принстонского университета предложили новую схему поиска внеземных цивилизаций. Их предложение заключается в поиске инопланетных цивилизаций по освещению их возможных городов, располагающихся на ночной стороне их планет. Существуют также сомнения, что продвинутые внеземные цивилизации могут использовать радиоволны, которые можно было бы регистрировать на космических расстояниях.
В новой работе ученые предложили искать «световые» следы внеземных цивилизаций. Так, например, они предлагают регистрировать освещённость ночной стороны экзопланет, (например, светом городов). Предполагая, что орбита планеты эллиптическая, астрономы показали, что можно измерить вариацию блеска объекта и обнаружить, освещена ли его тёмная сторона. При этом, правда, учёные предполагают, что светимость тёмной стороны сравнима со светимостью дневной (у Земли эти величины отличаются на пять порядков).
Кроме этого, учёные намерены искать яркие объекты в поясах Койпера вокруг других звёзд с последующим спектральным анализом их излучения. Астрономы полагают, что такой анализ позволит определить природу освещения — естественное оно или искусственное. Учёные подчёркивают, что все предложенные варианты нереализуемы с помощью существующей техники. Вместе с тем, по их мнению, телескопы нового поколения, как, например, американский «Джеймс Вебб», вполне могут справиться с описанными в работе задачами.